# Vibeke Skofterud
Vibeke Westbye Skofterud (Askim 20 april 1980 - Arendal, 29 juli 2018) was een Noors langlaufster. Zij maakte haar internationale doorbraak in het seizoen 2001/2002, en heeft meerdere podiumplaatsen behaald in de wereldbeker. In februari 2008 moest zij wegens gezondheidsproblemen tijdelijk stoppen met haar loopbaan. Tijdens de Olympische Winterspelen 2010 in Vancouver maakte Skofterud deel uit van het Noorse estafetteteam dat de gouden medaille won. In 2015 stopte ze met de sport.
In 2018 kwam ze om het leven bij een jetski-ongeluk nabij het eiland St. Helena aan de zuidkust van Noorwegen.

## Resultaten

### Olympische Spelen
| Jaar | Plaats         | Resultaten                                                                                          |
| ---- | -------------- | --------------------------------------------------------------------------------------------------- |
| 2002 | Salt Lake City | 8e 30 km (klassieke stijl) 21e Sprint (vrije stijl) 28e 15 km (vrije stijl) 28e 10 km achtervolging |
| 2010 | Vancouver      | 22e 10 km (vrije stijl) · DNF 15 km achtervolging · 4x5 km estafette                                |

### Wereldkampioenschappen
| Jaar | Plaats        | Resultaten |
| ---- | ------------- | --- |
| 2001 | Lahti         | 16e Sprint (vrije stijl) 36e 10 km achtervolging                                                                                  |
| 2003 | Val di Fiemme | 13e 10 km achtervolging · 22e 10 km (klassieke stijl) · 4x5 km estafette                                                          |
| 2005 | Oberstdorf    | 15e 15 km achtervolging · 27e Sprint (klassieke stijl) · 4x5 km estafette                                                         |
| 2007 | Sapporo       | 13e 15 km achtervolging · 17e 30 km (klassieke stijl) · 21e 10 km (vrije stijl) · 33e Sprint (klassieke stijl) · 4x5 km estafette |

### Wereldbeker

#### Eindklasseringen
| Seizoen   | Plaats | Punten |
| --------- | ------ | ------ |
| 1999/2000 | 83e    | 6      |
| 2000/2001 | 43e    | 83     |
| 2001/2002 | 11e    | 370    |
| 2002/2003 | 21e    | 217    |
| 2003/2004 | 13e    | 437    |
| 2004/2005 | 28e    | 157    |
| 2005/2006 | 43e    | 123    |
| 2006/2007 | 15e    | 364    |
| 2007/2008 | 30e    | 234    |
| 2008/2009 | 58e    | 63     |

### Marathons
Worldloppet Cup zeges
| Nr. | Datum        | Plaats     | Marathon | Onderdeel                          |
| --- | ------------ | ---------- | -------- | ---------------------------------- |
| 1.  | 4 maart 2012 | Sälen–Mora | Wasaloop | 90 km klassieke stijl (massastart) |

1. ↑  Maakte eveneens deel uit van de Ski Classics.

Ski Classics zeges
| Nr. | Datum        | Plaats     | Marathon | Onderdeel                          |
| --- | ------------ | ---------- | -------- | ---------------------------------- |
| 1.  | 4 maart 2012 | Sälen–Mora | Wasaloop | 90 km klassieke stijl (massastart) |

1. ↑  Maakte eveneens deel uit van de Marathon resp. Worldloppet Cup.